# Erotokritos

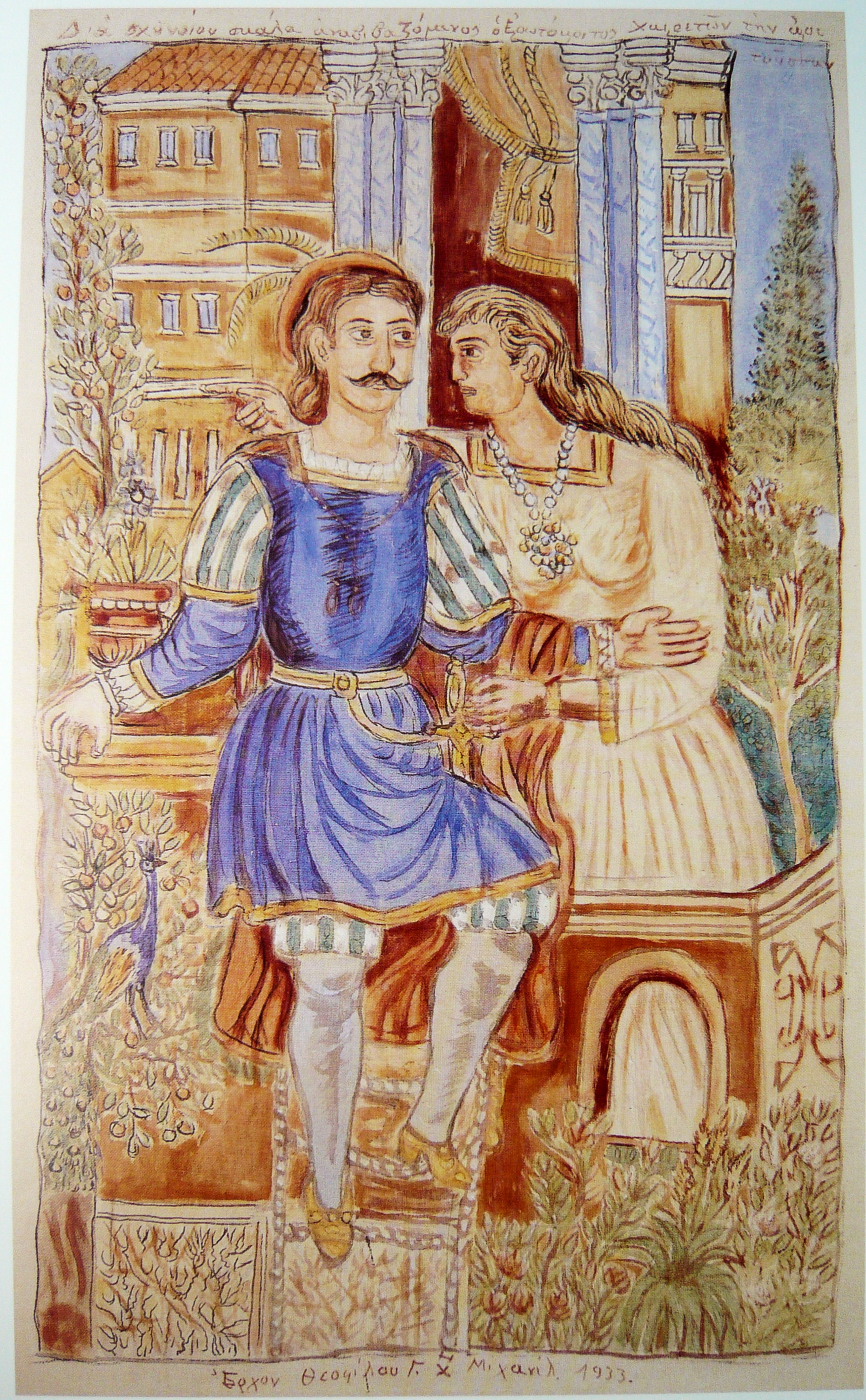
Erotokritos och Aretousa, målning av Theofilos Chatzimichail

Erotokritos (Ἐρωτόκριτος) är ett versepos från första halvan av 1600-talet av den grekiske författaren Vitsentzos Kornaros. Handlingen är förlagd till en generisk version av antikens Aten och skildrar två unga älskare, Erotokritos och Aretousa. Eposet är skrivet på 15-stavig vers på kretensisk dialekt. Det består av 10 052 rader uppdelade i fem böcker. Huvudberättelsen är modellerad efter en italiensk prosaversion av den franska medeltidsromanen Paris et Vienne, men Erotokritos innehåller också egna inslag och stilen och temperamentet avviker från förlagorna.
Eposet tillkom under slutet av den kretensiska renässansen och nådde stor folklig popularitet under den grekiska nyklassicismen. På 1800-talet uppmärksammades det av utländska litteraturforskare, men åsikterna om dess kvalitet gick isär. Framåt slutet av 1800-talet ökade verkets status; poeten Ioulios Typaldos kallade det år 1880 för den bästa dikten inom modern grekisk litteratur. Det har bland annat lyfts fram av poeten Giorgos Seferis som ett verk som komplicerar nyhellenismen, då det tillkom i en period som ligger mellan de större strömningar som den grekiska kulturhistorien traditionellt har fokuserat på.